# Jan Josef Rösler
Jan Josef Rösler (Banská Štiavnica, 22 d'agost de 1771 - Praga, 28 de gener de 1813) fou un compositor, mestre de capella i pianista bohèmi.
La seva instrucció musical fou a base de llegir llibres teòrics i a l'estudi de les particions dels mestres clàssics. Va ser director d'orquestra en la troupe d'òpera dirigida per Guardasoni, des de 1795, i com a tal va recórrer tota l'Alemanya Meridional durant uns deu anys. La seva delicada salut li impedí continuar a seva carrera artística, morint sent encara molt jove. A Viena donà lliçons d'harmonia i contrapunt, tenint entre d'altres alumnes al bohèmi Anton Bayer.
Va compondre 10 òperes, entre elles:
- Le due burle en 2 actes (1808) dedicada al príncep Lobkowitz; Elisene, Prinzessin von Bulgarien (1807); La sorpresa, La pastorella degli Alpi; Die Felsen bei Arona o Clementina, estrenada el 20 de novembre de (1809); El matrimoni de Jason, estrenada el desembre de (1810); Assassino per vendetta. 3 actes, estrenada el 26 de desembre de (1808); etc., dues pantomimes, quatre cantates, una d'elles a la mort de Mozart, i diverses altres composicions com:
- Concertino for Flute and Oboe (1804);
- Notturno in E-flat major;
- Offertorium in D major (1798);
- Partitta No.1 in C major (1793);
- Partitta No.2 in E-flat major (1793);
- Partitta No.3 in E-flat major (1793);
- Partitta No.4 in B-flat major (1793;
- Piano Concerto in D major, 3 mov. (1802);
- Piano Concerto No.2 in E-flat major, 3 mov. (1803);
- Serenata in B-flat major, 5 mov. (1798);
- Sinfonia in A major escrita per l'òpera La Pastorella delle Alpi.
- Sinfonia in C major della Opera La Forza del'amore;
- Sinfonia in C major, mov. (1805);
- Sinfonia in D major, 4 mov, (1805);
- Sinfonia in E-flat major, 4, mov. (1805);
- 3 String Quartets, Op.6 (1790 ?).